# Драфт НБА 2025 года
Драфт НБА 2025 года прошёл 25 и 26 июня 2025 года в спортивном комплексе «Барклайс-центр» в Бруклинe, Нью-Йорк. Он, как и предыдущий драфт, проводился в течение двух ночей. Драфт состоял из 59 выборов, а не из полных 60, поскольку «Нью-Йорк Никс» лишились права выбора во втором раунде из-за несанкционированных контактов со свободными агентами в 2022 году.
Первый раунд драфта состоялся 25 июня, а второй — 26 июня. Оба раунда прошли в Барклайс-центре в Бруклине. Время между выборами во втором раунде составило четыре минуты, что является изменением, введённым в предыдущем драфте.
«Даллас Маверикс» взяли тяжёлого форварда Купера Флэгга из Университета Дьюка под первым общим выбором. «Маверикс» выиграли лотерею драфта с шансом всего в 1,8%.

## Драфт
| РЗ | Разыгрывающий защитник | АЗ | Атакующий защитник | ЛФ | Лёгкий форвард | ТФ | Тяжёлый форвард | Ц | Центровой |

| Раунд | Пик             | Игрок                  | Позиция         | Страна            | Клуб                                                                                   | Колледж/Школа/команда                                                           |
| ----- | --------------- | ---------------------- | --------------- | ----------------- | -------------------------------------------------------------------------------------- | ------------------------------------------------------------------------------- |
| 1     | 1               | Купер Флэгг            | ТФ              | США               | Даллас Маверикс                                                                        | Дьюк (1-й курс)                                                                 |
| 1     | 2               | Дилан Харпер           | АЗ/РЗ           | США               | Сан-Антонио Спёрс                                                                      | Ратгерс (1-й курс)                                                              |
| 1     | 3               | Ви Джей Эджкомб        | АЗ              | Багамские Острова | Филадельфия Севенти Сиксерс                                                            | Бэйлор (1-й курс)                                                               |
| 1     | 4               | Кон Книппел            | ЛФ              | США               | Шарлотт Хорнетс                                                                        | Дьюк (1-й курс)                                                                 |
| 1     | 5               | Эйс Бэйли              | ЛФ              | США               | Юта Джаз                                                                               | Ратгерс (1-й курс)                                                              |
| 1     | 6               | Тре Джонсон            | АЗ              | США               | Вашингтон Уизардс                                                                      | Техас (1-й курс)                                                                |
| 1     | 7               | Джеремайя Фирс         | РЗ              | США               | Нью-Орлеан Пеликанс                                                                    | Оклахома (1-й курс)                                                             |
| 1     | 8               | Егор Дёмин             | РЗ              | Россия            | Бруклин Нетс                                                                           | БЯУ (1-й курс)                                                                  |
| 1     | 9               | Коллин Мюррей-Бойлс    | ТФ              | США               | Торонто Рэпторс                                                                        | Южная Каролина (2-й курс)                                                       |
| 1     | 10              | Хаман Малуач           | Ц               | Южный Судан       | Хьюстон Рокетс (от Финикса, через Бруклин, обменян в Финикс)                           | Дьюк (1-й курс)                                                                 |
| 1     | 11              | Седрик Кауард          | ЛФ              | США               | Портленд Трейл Блейзерс (обменян в Мемфис)                                             | Вашингтон Стэйт (4-й курс)                                                      |
| 1     | 12              | Ноа Эссенге            | ТФ              | Франция           | Чикаго Буллз                                                                           | Ратиофарм (Германия)                                                            |
| 1     | 13              | Дерик Куин             | Ц               | США               | Атланта Хокс (от Сакраменто, обменян в Нью-Орлеан)                                     | Мэриленд (1-й курс)                                                             |
| 1     | 14              | Картер Брайант         | ЛФ              | США               | Сан-Антонио Спёрс (от Атланты)                                                         | Аризона (1-й курс)                                                              |
| 1     | 15              | Томас Сорбер           | Ц               | США               | Оклахома-Сити Тандер (от Майами, через Клипперс)                                       | Джорджтаун (1-й курс)                                                           |
| 1     | 16              | Ян Ханьсэнь            | Ц               | Китай             | Мемфис Гриззлис (от Орландо, обменян в Портленд)                                       | Циндао Иглз (Китай)                                                             |
| 1     | 17              | Йоан Беренже           | Ц               | Франция           | Миннесота Тимбервулвз (от Детройта, через Нью-Йорк, Оклахома-Сити и Хьюстон)           | Цедевита Олимпия (Словения)                                                     |
| 1     | 18              | Уолтер Клэйтон         | РЗ              | США               | Вашингтон Уизардс (от Мемфиса                                                          | Флорида (4-й курс)                                                              |
| 1     | 19              | Нолан Траоре           | РЗ              | Франция           | Бруклин Нетс (от Милуоки, через Нью-Йорк, Детройт, Портленд и Нью-Орлеан)              | Сен-Кантен (Франция)                                                            |
| 1     | 20              | Каспарас Якучионис     | РЗ              | Литва             | Майами Хит (от Годен Стэйт)                                                            | Иллинойс (1-й курс)                                                             |
| 1     | 21              | Уилл Райли             | ЛФ              | Канада            | Юта Джаз (от Миннесоты)                                                                | Иллинойс (1-й курс)                                                             |
| 1     | 22              | Дрейк Пауэлл           | АЗ              | США               | Атланта Хокс (от Лейкерс через Нью-Орлеан, обменян в Бруклин)                          | Северная Каролина (1-й курс)                                                    |
| 1     | 23              | Аса Ньюэлл             | ТФ              | США               | Нью-Орлеан Пеликанс (от Индианы, обменян в Атланту)                                    | Джорджия (1-й курс)                                                             |
| 1     | 24              | Ник Клиффорд           | АЗ              | США               | Оклахома-Сити Тандер (от Клипперс, обменян в Сакраменто)                               | Колорадо Стэйт (4-й курс)                                                       |
| 1     | 25              | Джейс Ричардсон        | АЗ              | США               | Орландо Мэджик (от Денвера)                                                            | Мичиган Стэйт (1-й курс)                                                        |
| 1     | 26              | Бен Сараф              | АЗ              | Израиль           | Бруклин Нетс (от Нью-Йорка)                                                            | Ратиофарм (Германия)                                                            |
| 1     | 27              | Дэнни Вулф             | ТФ              | Израиль           | Бруклин Нетс (от Хьюстона)                                                             | Мичиган (3-й курс)                                                              |
| 1     | 28              | Уго Гонсалес           | ЛФ              | Испания           | Бостон Селтикс                                                                         | Реал Мадрид (Испания)                                                           |
| 1     | 29              | Лиам Макнили           | ЛФ              | США               | Финикс Санз (от Кливленда, через Юту, обменян в Шарлотт)                               | Коннектикут (1-й курс)                                                          |
| 1     | 30              | Яник Конан Нидерхойзер | Ц               | Швейцария         | Лос-Анджелес Клипперс (от Оклахома-Сити)                                               | Пенн Стэйт (3-й курс)                                                           |
| 2     | 31              | Рашир Флеминг          | ТФ              | США               | Миннесота Тимбервулвз (от Юты, обменян в Финикс)                                       | Сент-Джозеф (3-й курс)                                                          |
| 2     | 32              | Ноа Пенда              | ЛФ              | Франция           | Бостон Селтикс (от Вашингтона, через Детройт и Бруклин, обменян в Орландо)             | Ле-Ман (Франция)                                                                |
| 2     | 33              | Сион Джеймс            | АЗ              | США               | Шарлотт Хорнетс                                                                        | Дьюк (4-й курс)                                                                 |
| 2     | 34              | Райан Калкбреннер      | Ц               | США               | Шарлотт Хорнетс (от Нью-Орлеана, через Сан-Антонио, Финикс и Мемфис)                   | Крейтон (4-й курс)                                                              |
| 2     | 35              | Джони Брум             | ТФ/Ц            | США               | Филадельфия Севенти Сиксерс                                                            | Оберн (4-й курс)                                                                |
| 2     | 36              | Аду Тьеро              | ЛФ              | США               | Бруклин Нетс (обменян в Лейкерс)                                                       | Арканзас (3-й курс)                                                             |
| 2     | 37              | Чаз Ланьер             | АЗ              | США               | Детройт Пистонс (от Торонто, через Даллас и Сан-Антонио)                               | Теннесси (4-й курс)                                                             |
| 2     | 38              | Кэм Джонс              | АЗ              | США               | Сан-Антонио Спёрс (обменян в Индиану                                                   | Маркетт (4-й курс)                                                              |
| 2     | 39              | Элайджа Мартин         | АЗ              | США               | Торонто Рэпторс (от Портленда, через Сакраменто)                                       | Флорида (4-й курс)                                                              |
| 2     | 40              | Майка Пиви             | ЛФ              | США               | Вашингтон Уизардс (от Финикса, обменян в Индиану                                       | Джорджтаун (4-й курс)                                                           |
| 2     | 41              | Коби Бриа              | АЗ              | США               | Голден Стэйт Уорриорз (от Майами, через Бруклин и Индиану, обменян в Финикс )          | Кентукки (4-й курс)                                                             |
| 2     | 42              | Максим Рейно           | Ц               | Франция           | Сакраменто Кингз (от Чикаго, через Сан-Антонио)                                        | Стэнфорд (4-й курс)                                                             |
| 2     | 43              | Джамир Уоткинс         | АЗ              | США               | Юта Джаз (от Далласа)                                                                  | Флорида Стэйт (4-й курс)                                                        |
| 2     | 44              | Брукс Барнхайзер       | ЛФ              | США               | Оклахома-Сити Тандер (от Атланты)                                                      | Нортвестерн (4-й курс)                                                          |
| 2     | 45              | Рокко Зикарски         | Ц               | Австралия         | Чикаго Буллз (от Сакраменто, обменян в Миннесоту, через Лейкерс)                       | Брисбен Буллетс (Австралия)                                                     |
| 2     | 46              | Амари Уильямс          | Ц               | Великобритания    | Орландо Мэджик (обменян в Бостон)                                                      | Кентукки (4-й курс)                                                             |
| 2     | 47              | Боголюб Маркович       | ТФ              | Сербия            | Милуоки Бакс (от Детройта, через Вашингтон)                                            | Мега (Сербия)                                                                   |
| 2     | 48              | Джавон Смолл           | РЗ              | США               | Мемфис Гриззлис (от Голден Стэйт, через Вашингтон и Бруклин)                           | Уэст Вирджиния (4-й курс)                                                       |
| 2     | 49              | Тайриз Проктор         | РЗ              | Австралия         | Кливленд Кавальерс (от Милуоки)                                                        | Дьюк (3-й курс)                                                                 |
| 2     | 50              | Коби Сандерс           | АЗ/ЛФ           | США               | Нью-Йорк Никс (от Мемфиса, через Оклахома-Сити и Бостона, обменян в Клипперс)          | Невада (4-й курс)                                                               |
| 2     | 51              | Мохамед Диавара        | ТФ              | Франция           | Лос-Анджелес Клипперс (от Миннесотты, через Атланты и Хьюстон,, обменян в Нью-Йорк)    | Шоле (Франция)                                                                  |
| 2     | 52              | Алекс Туи              | ЛФ              | Австралия         | Финикс Санз (от Денвера, через Шарлотт и Миннесоту, обменян в Голден Стэйт)            | Сидней Кингз (Австралия)                                                        |
| 2     | 53              | Джон Тонджи            | АЗ              | США               | Юта Джаз (от Клипперс, через Лейкерс)                                                  | Висконсин (4-й курс)                                                            |
| 2     | 54              | Тейлон Питер           | РЗ              | США               | Индиана Пэйсерс                                                                        | Либерти (4-й курс)                                                              |
| 2     | 55              | Лаклан Олбрик          | ТФ              | Австралия         | Лос-Анджелес Лейкерс (обменян в Чикаго)                                                | Иллаварра Хокс (Австралия)                                                      |
| 2     | Аннулирован пик | Аннулирован пик        | Аннулирован пик | Аннулирован пик   | Нью-Йорк Никс (Аннулирован пик второго раунда из-за нарушений правил tampering)        | Нью-Йорк Никс (Аннулирован пик второго раунда из-за нарушений правил tampering) |
| 2     | 56              | Уилл Ричард            | РЗ              | США               | Мемфис Гриззлис (от Хьюстона, обменян в Голден Стэйт)                                  | Флорида (4-й курс)                                                              |
| 2     | 57              | Максим Шульга          | АЗ              | Украина           | Орландо Мэджик (от Бостона, обменян в Бостон)                                          | УСВ Рэмс (4-й курс)                                                             |
| 2     | 58              | Салиу Ньянг            | АЗ              | Италия            | Кливленд Кавальерс                                                                     | Тренто (Италия)                                                                 |
| 2     | 59              | Джахмаи Машак          | АЗ              | США               | Хьюстон Рокетс (от Оклахома-Сити, через Атланту, обменян в Мемфис, через Голден Стэйт) | Теннесси (4-й курс)                                                             |

1. ↑  Указывается сборная, за которую выступает игрок или его национальность. Если игрок не выступал на международном уровне, то указывается сборная, которую игрок имеет право представлять в соответствии с правилами ФИБА.

## Сделки с участием драфт пиков

### Сделки перед драфтом
1. ↑  9 февраля 2023: от Финикс Санз к Бруклин Нетс (четырёхсторонний обмен с участием Индиана Пэйсерс и Милуоки Бакс)[1]
  - Финикс приобрёл Кевина Дюранта и Ти Джей Уоррена
  - Бруклин приобрёл Микала Бриджеса, Кэмерона Джонсона, права с драфта на Хуана Пабло Воле[англ.] (2015, № 39), драфт-пики первого раунда 2023, 2025, 2027 и 2029 годов (Финикс), право обмена драфт-пиками 2028 года, драфт-пик второго раунда 2028 года (Милуоки), драфт-пик второго раунда 2029 года
  - Индиана приобрела Джорджа Хилла, Сержа Ибаку, Джордан Нвора, драфт-пик второго раунда 2023 года, драфт-пик второго раунда 2024 года (Милуоки), драфт-пик второго раунда 2025 года от (Индиана), и денежное вознаграждение
  - Милуоки приобрёл Джея Краудера
2. 1 2  26 июня 2024: от Бруклин Нетс к Хьюстон Рокетс[2]
  - Бруклин приобрёл право отказа обмена драфт-пиками первого раунда 2025 года от (Бруклин) и защищенный драфт-пик первого раунда 2026 года
  - Хьюстон приобрёл право обмена драфт-пиками первого раунда 2025 года от (Финикс), драфт-пик первого раунда 2027 года от «Финикса», драфт-пик первого раунда 2029 года и право обмена драфт-пиками первого раунда 2029 года
3. ↑  6 июля 2022: от Сакраменто Кингз к Атланта Хокс[5]
  - Атланта приобрела Мориса Харклесса, Джастина Холидея и защищенный драфт-пик 2025 года
  - Сакраменто приобрёл Кевина Хьюртера
4. ↑  30 июня 2022: от Атланта Хокс к Сан-Антонио Спёрс[8]
  - Сан-Антонио приобрёл Данило Галлинари, драфт-пики первого раунда 2023, 2025 и 2027 годов, и право обмена драфт-пиками первого раунда 2026 года
  - Атланта приобрела Деджонте Мюррея и Джока Лэндейла
5. ↑  6 июля 2019: от Майами к Лос-Анджелес Клипперс (четырёхсторонний обмен с участием Филадельфии и Портленда)[9]
  - Майами приобрёл Джимми Батлера, Мейерса Леонарда и денежное вознаграждение
  - Клипперс приобрёл Мориса Харклесса, права с драфта на Матиаса Лессора (2017, №50) и защищенный драфт-пик первого раунда 2025 года (Майами)
  - Филадельфия приобрела Джоша Ричардсона
  - Портленд приобрёл Хассана Уайтсайда
6. 1 2 3  10 июля 2019: от Лос-Анджелес Клипперс к Оклахома-Сити Тандер[27]
  - Оклахома-Сити приобрела Шея Гилджес-Александера, Данило Галлинари, выборы в первом раунде 2022, 2024 и 2026 годов, выборы в первом раунде 2021 и 2023 годов (Майами) и право обмена драфт-пиков 2023 и 2025 годов
  - Клипперс приобрёл Пола Джорджа
7. ↑  15 июня 2025: от Орландо Мэджик к Мемфис Гриззлис[10]
  - Орландо приобрёл Десмонда Бэйна
  - Мемфис приобрёл Коула Энтони, Кентавиуса Колдуэлл-Поупа, драфт-пик первого раунда 2025 года (№16, Орландо), драфт-пик первого раунда 2026 года (Финикс), драфт-пик первого раунда 2028 года, защищенное право обмена драфт-пиками первого раунда 2029 года и драфт-пиками первого раунда 2030 года (Орландо)
8. ↑  24 ноября 2020: от Детройт Пистонс к Хьюстон Рокетс[11]
  - Хьюстон приобрёл Кристиана Вуда, будущий драфт-пик первого раунда и будущий драфт-пик второго раунда (Лейкерс)
  - Детройт приобрёл Тревора Аризу, права с драфта на Айзею Стюарта, будущий драфт-пик второго раунда (Хьюстон) и денежное вознаграждение

29 июля 2021: от Хьюстон Рокетс к Оклахома-Сити Тандер[12]
  - Хьюстон приобрёл права с драфта на Альперена Шенгюна
  - Оклахома-Сити приобрела два драфт-пика первого раунда

23 июня 2022: от Оклахома-Сити Тандер к Нью-Йорк Никс[13]
  - Оклахома-Сити приобрела права с драфта на Усмана Дьенга
  - Нью-Йорк приобрёл 3 защищенных драфт-пика первого раунда

2 октября 2024: от Нью-Йорк Никс к Миннесота Тимбервулвз (трёхсторонний обмен с участием Шарлотт[14]
  - Нью-Йорк приобрёл Карл-Энтони Таунса и права с драфта на Джеймса Ннаджи[англ.]
  - Миннесота приобрела Джулиуса Рэндла, Донте Дивинченцо, Кейту Бэйтс-Диопа[англ.] и защищенный драфт-пик первого раунда 2025 года (Детройт)
  - Шарлотт приобрёл Чарли Брауна[англ.], Дакуана Джеффриса, Дуэйна Вашингтона младшего[англ.], драфт-пик второго раунда 2026 года (Голден Стэйт), драфт-пик второго раунда 2031 года (Нью-Йорк), драфт-пик второго раунда 2025 года (Миннесота) и денежное вознаграждение
9. 1 2  6 февраля 2025: от Мемфис Гриззлис к Вашингтон Уизардс (трёхсторонний обмен с участием Сакраменто)[15]
  - Мемфис приобрёл Марвина Багли, Джонни Дэвиса, драфт-пики второго раунда 2025 и 2028 годов
  - Вашингтон приобрёл Колби Джонса, Алексея Лень, Маркуса Смарта и защищенный драфт-пик 2025 года (Мемфис)
  - Сакраменто приобрёл Джейка Ларэвиа[англ.])
10. ↑  24 ноября 2020: от Милуоки Бакс к Нью-Орлеан Пеликанс (четырёхсторонний обмен с участием Денвера и Оклахома-Сити)[16]
  - Милуоки приобрёл Джру Холидея и права на Сэма Меррилла
  - Нью-Орлеан приобрёл Стивена Адамса, Эрика Бледсо, право обмена драфт-пиками первого раунда 2024 года (Милуоки), драфт-пик первого раунда 2025 года (Милуоки), право обмена драфт-пиками первого раунда 2026 года (Милуоки) и драфт-пик первого раунда 2027 года (Милуоки)
  - Денвер приобрёл права на Ар Джей Хэмптона
  - Оклахома-Сити приобрела Зайлана Читэма[англ.], Джоша Грея[англ.], Джорджа Хилла, Дариуса Миллера, Кенрика Уильямса, защищенный драфт-пик первого раунда 2023 года (Денвер), драфт-пик второго раунда 2023 года (Вашингтон) и драфт-пик второго раунда 2024 года (Шарлотт)

8 февраля 2022: от Нью-Орлеан Пеликанс к Портленд Трейл Блейзерс[17]
  - Нью-Орлеан приобрёл Си Джей Макколлума, Ларри Нэнса младшего и Тони Снелла
  - Портленд приобрёл Джоша Харта, Никейла Александер-Уокера, Томаша Саторанского, Диди Лозаду, защищенный драфт-пик первого раунда и два драфт-пика второго раунда

6 июля 2022: от Портленд Трейл Блейзерс к Детройт Пистонс[18]
  - Портленд приобрёл Джерами Гранта и права с драфта на Исмаэля Камагате[англ.]
  - Детройт приобрёл права с драфта на Габриеле Прочида[англ.], защищенный драфт-пик первого раунда 2025 года (Милуоки), драфт-пик второго раунда 2025 года (Детройт) и драфт-пик второго раунда 2026 года

6 июля 2022: от Детройт Пистонс к Нью-Йорк Никс[19]
  - Детройт приобрёл Кембу Уокера и права с драфта на Джейлена Дюрена
  - Нью-Йорк приобрёл защищенный драфт-пик первого раунда 2025 года (Милуоки)
11. 1 2  6 июля 2024: от Нью-Йорк Никс к Бруклин Нетс[20]
  - Нью-Йорк приобрёл Кейту Бэйтс-Диопа[англ.], Микала Бриджеса, права с драфта на Хуана Пабло Воле[англ.] (2015, №39) и драфт-пик второго раунда 2026 года
  - Бруклин приобрёл Бояна Богдановича, Мамади Диаките[англ.], Шейка Милтона, защищенный драфт-пик первого раунда 2025 года (Милуоки), драфт-пик первого раунда 2025 года (Нью-Йорк), драфт-пик второго раунда 2025 года, драфт-пик первого раунда 2027 года (Нью-Йорк), право обмена драфт-пиками первого раунда 2028 года (Нью-Йорк), драфт-пик первого раунда 2029 года (Нью-Йорк) и драфт-пик первого раунда 2029 года (Нью-Йорк)
12. ↑  6 февраля 2025: от Голден Стэйт Уорриорз к Майами Хит (пятисторонний обмен с участием Детройта, Торонто и Юты)[21]
  - Голден Стэйт приобрёл Джимми Батлера
  - Майами приобрёл Кайла Андерсона, Дэвиона Митчелла, Эндрю Уиггинса и защищённый драфт-пик первого раунда 2025 года
  - Детройт приобрёл Денниса Шрёдера, Линди Уотерса[англ.] и драфт-пик второго раунда 2031 года
  - Торонто приобрёл Пи Джей Такера, драфт-пик второго раунда 2026 года и денежное вознаграждение
  - Юта приобрела Кеньона Мартина младшего, Джоша Ричардсона, драфт-пик второго раунда 2028 года, драфт-пик второго раунда 2031 года и денежное вознаграждение
13. ↑  6 июля 2022: от Миннесота Тимбервулвз к Юта Джаз[22]
  - Юта приобрела Уокера Кесслера, драфт-пики первого раунда 2023, 2025, 2027 и 2029 годов, и право обмена драфт-пиками первого раунда 2026 года
  - Миннесота приобрела Руди Гобера
14. ↑  6 июля 2019: от Лос-Анджелес Лейкерс к Нью-Орлеан Пеликанс (трёхсторонний обмен при участии Вашингтон)[23]
  - Лейкерс приобрёл Энтони Дэвиса
  - Нью-Орлеан приобрёл Лонзо Болла, Джоша Харта, Брэндона Ингрэма, права с драфта на Де’Андре Хантера, защищенный драфт-пик первого раунда 2021 года (Лейкерс), драфт-пик первого раунда 2025 года (Лейкерс), право обмена драфт-пиками первого раунда 2023 года (Лейкерс) и денежное вознаграждение
  - Вашингтон приобрёл Исаака Бонгу, Джемеррио Джонса[англ.], Морица Вагнера и драфт-пик второго раунда 2022 года

6 июля 2024: от Нью-Орлеан Пеликанс к Атланта Хокс[24]
  - Нью-Орлеан приобрёл Деджонте Мюррея
  - Атланта приобрела Дайсона Дэниелса, Эй Джей Лидделла[англ.], Ларри Нэнса младшего, Коди Зеллера, драфт-пик первого раунда 2025 года (Лейкерс) и драфт-пик первого раунда 2027 года
15. ↑  17 июня 2025: от Индиана Пэйсерс к Нью-Орлеан Пеликанс[26]
  - Индиана приобрела драфт-пик первого раунда 2026 года (Индиана)
  - Нью-Орлеан приобрёл драфт-пик первого раунда 2026 года (Индиана) и права с драфта на Мохаве Кинг[англ.] (2023, №47)
16. ↑  25 марта 2021: от Денвер Наггетс к Орландо Мэджик[29]
  - Денвер приобрёл Гэри Кларк[англ.] и Аарон Гордон
  - Орландо приобрёл Ар Джей Хэмптон, Гэри Харрис и драфт-пик первого раунда 2025 года (Денвер)
17. ↑  3 сентября 2022: от Кливленд Кавальерс к Юта Джаз[30]
  - Юта приобрела Агбаджи, Очаи, Лаури Маркканена, Коллина Секстона, драфт-пик первого раунда 2025 года (Кливленд), право обмена драфт-пиками первого раунда 2026 года, драфт-пик первого раунда 2027 года (Кливленд), право обмена драфт-пиками первого раунда 2028 года и драфт-пик первого раунда 2029 года (Кливленд)
  - Кливленд приобрёл Донована Митчелла

21 января 2025: от Юта Джаз к Финикс Санз[31]
  - Финикс приобрёл драфт-пики первого раунда 2025, 2027 и 2029 годов
  - Юта приобрела драфт-пик первого раунда 2031 года (Финикс)
18. ↑  9 февраля 2023: от Юта Джаз к Миннесота Тимбервулвз (трёхсторонний обмен при участии Лейкерс)[34]
  - Юта приобрела Дэмиана Джонса, Хуана Тоскано-Андерсона[англ.], Расселла Уэстбрука и защищенный драфт-пик первого раунда 2027 года (Лейкерс)
  - Миннесота приобрела Никейла Александер-Уокера, Майка Конли (младший), драфт-пик второго раунда 2024 года, драфт-пики второго раунда 2025 и 2026 годов (Юта)
  - Лейкерс приобрёл Малик Бизли, Д’Анджело Расселла и Джарреда Вандербилта
19. ↑  6 августа 2021: от Вашингтон Уизардс к Бруклин Нетс (пятисторонний обмен с участием Индианы, Лейкерса и Сан-Антонио)[35]
  - Вашингтон приобрёл Кентавиуса Колдуэлл-Поупа, Спенсера Динвидди, Монтреза Харрелла, Аарона Холидея[англ.], Кайла Кузму, права с драфта на Айзею Тодда и денежное вознаграждение
  - Бруклин приобрёл драфт-пик второго раунда 2024 года, право обмена драфт-пиками второго раунда 2025 года и права с драфта на Николу Милутинова (2015, №26)
  - Индиана приобрела права с драфта на Айзею Джексона
  - Лейкерс приобрёл Расселла Уэстбрука, драфт-пик второго раунда 2023 года (Чикаго), драфт-пик второго раунда 2024 года и драфт-пик второго раунда 2028 года (Вашингтон)
  - Сан-Антонио приобрёл Чендлера Хатчисона и драфт-пик второго раунда 2022 года

4 сентября 2021: от Бруклин Нетс к Детройт Пистонс[36]
  - Бруклин приобрёл Секу Думбую и Джалила Окафора
  - Детройт приобрёл Деандре Джордана, драфт-пик второго раунда 2022 года (Бруклин), драфт-пик второго раунда 2025 года, драфт-пик второго раунда 2027 года (Бруклин) и денежное вознаграждение

28 июня 2023: от Детройт Пистонс к Бостон Селтикс[37]
  - Детройт приобрёл права с драфта на Маркуса Сассера[англ.]
  - Бостон приобрёл права с драфта на Джеймса Ннаджи[англ.], драфт-пик второго раунда 2025 года и драфт-пик второго раунда 2026 года
20. ↑  7 августа 2021: от Нью-Орлеан Пеликанс к Мемфис Гриззлис (трёхсторонний обмен при участии Шарлотт)[40]
  - Нью-Орлеан приобрёл Девонте Грэма, Йонаса Валанчюнаса, права с драфта на Трея Мёрфи и права с драфта на Брэндона Бостона
  - Мемфис приобрёл Стивена Адамса, Эрика Бледсо, права с драфта на Заира Уильямса, права с драфта на Джареда Батлера и драфт-пик второго раунда 2025 года (Нью-Орлеан)
  - Шарлотт приобрела Уэса Айванду[англ.], права с драфта на Тайлера Харви[англ.] (2015, №51), защищенный драфт-пик первого раунда 2022 года (Нью-Орлеан) и денежное вознаграждение

11 июля 2023: от Мемфис Гриззлис к Финикс Санз[41]
  - Мемфис приобрёл Айзею Тодда, право обмена драфт-пиками первого раунда 2024 года и право обмена драфт-пиками первого раунда 2030 года
  - Финикс приобрёл драфт-пик второго раунда 2025 года (Нью-Орлеан), драфт-пики второго раунда 2028 и 2029 годов (Мемфис)

17 июля 2023: от Финикс Санз к Сан-Антонио Спёрс[42]
  - Финикс приобрёл защищенный драфт-пик второго раунда 2024 года (Сан-Антонио)
  - Сан-Антонио приобрёл Кэмерона Пэйна, драфт-пик второго раунда 2025 года (Нью-Орлеан) и денежное вознаграждение

17 июля 2023: от Сан-Антонио Спёрс к Шарлотт Хорнетс[43]
  - Сан-Антонио приобрёл денежное вознаграждение
  - Шарлотт приобрела Девонте Грэма и драфт-пик второго раунда 2025 года (Нью-Орлеан)
21. ↑  9 февраля 2023: от Торонто Рэпторс к Сан-Антонио Спёрс[44]
  - Сан-Антонио приобрёл Кема Берча, драфт-пик второго раунда 2023 года (Торонто), защищенный драфт-пик первого раунда 2024 года (Торонто), драфт-пик второго раунда 2025 года (Торонто)
  - Торонто приобрёл Якоба Пёльтля

12 июля 2023: от Сан-Антонио Спёрс к Даллас Маверикс (трёхсторонний обмен при участии Бостона)[45]
  - Бостон приобрёл драфт-пик второго раунда 2024 года, право обмена драфт-пиками второго раунда 2025 года, драфт-пик второго раунда 2030 года (Даллас)
  - Даллас приобрёл Гранта Уильямса, драфт-пик второго раунда 2025 (Торонто), драфт-пик второго раунда 2028 (Милуоки)
  - Сан-Антонио приобрёл Реджи Буллок и право обмен драфт-пиками первого раунда 2030 года

6 июля 2024: от Даллас Маверикс к Детройт Пистонс[46]
  - Даллас приобрёл Квентина Граймса
  - Детройт приобрёл Тима Хардуэя младшего, драфт-пик второго раунда 2025 года (Торонто), драфт-пик второго раунда 2028 года (Майами) и драфт-пик второго раунда 2028 года
22. ↑  21 января 2020: от Портленд Трейл Блейзерс к Сакраменто Кингз[49]
  - Сакраменто приобрёл Кента Бэйзмора, Энтони Толливера, выборы вторых раундов 2024 и 2025 годов
  - Портленд приобрёл Тревора Аризу, Веньена Габриэля[англ.] и Калеба Суонигана

28 июня 2024: от Сакраменто Кингз к Торонто Рэпторс[50]
  - Торонто приобрёл Дэвиона Митчелла, Александр Везенков, права с драфта на Джамала Шида (№45) и драфт-пик второго раунда 2025 года (Портленд)
  - Сакраменто приобрёл Джейлен Макдэниелс[англ.]
23. ↑  26 июня 2023: от Финикс Санз к Вашингтон Уизардс (three-team trade with Indiana)[51][52]
  - Вашингтон приобрёл Криса Пола, Лэндри Шэмета, права с драфта на Билаля Кулибали, драфт-пики второго раунда 2024, 2025, 2026, 2027 и 2030 годов, право обмена драфт-пиков первого раунда 2024, 2026, 2028 и 2030 годов, и денежное вознаграждение
  - Финикс приобрёл Брэдли Била, Джордана Гудвина и Айзея Тодда
  - Индиана приобрела права с драфта Джараса Уокера, драфт-пик второго раунда 2028 года (Финикс) и драфт-пик второго раунда 2029 года (Вашингтон)
24. ↑  6 июля 2019: от Майами Хит к Индиана Пэйсерс (трёхсторонний обмен при участии Финикса)[54]
  - Майами приобрёл права с драфта на Кей Зи Окпалу
  - Индиана приобрела Ти Джей Уоррена, драфт-пики второго раунда 2022, 2025 и 2026 годов (Майами)
  - Финикс приобрёл денежное вознаграждение

6 октября 2021: от Индиана Пэйсерс к Бруклин Нетс[55]
  - Индиана приобрела права с драфта на Хуана Пабло Воле[англ.]
  - Бруклин приобрёл Эдмонда Самнера[англ.] и защищенный драфт-пик второго раунда 2025 года (Майами)

15 декабря 2024: от Бруклин Нетс к Голден Стэйт Уорриорз[56]
  - Бруклин приобрёл Риса Бикмана, Де’Энтони Мелтона, драфт-пик второго раунда 2026 года (Атланта), драфт-пик второго раунда 2028 года (Атланта) и драфт-пик второго раунда 2029 года (Голден Стэйт)
  - Голден Стэйт приобрёл Денниса Шрёдера и защищенный драфт-пик второго раунда 2025 года (Майами)
25. ↑  11 августа 2021: от Чикаго Буллз к Сан-Антонио Спёрс[57]
  - Чикаго приобрёл Демара Дерозана
  - Сан-Антоно приобрёл Аль-Фарука Амину, Таддеуса Янга, драфт-пик второго раунда 2022 года, защищенный драфт-пик первого раунда 2025 года (Чикаго) и драфт-пик второго раунда 2025 года (Чикаго)

3 февраля 2025: от Сан-Антонио Спёрс к Сакраменто Кингз (трёхсторонний обмен при участии Чикаго)[58]
  - Сакраменто приобрёл Сиди Сиссоко[англ.], Зака Лавина, защищенный драфт-пик первого раунда 2025 года (Чикаго), драфт-пик второго раунда 2025 года (Чикаго), драфт-пик первого раунда 2027 года (Сан-Антонио), защищенный драфт-пик первого раунда 2028 года (Денвер), драфт-пик второго раунда 2028 года (Сан-Антонио) и драфт-пик первого раунда 2031 года (Миннесота
  - Чикаго приобрёл Зака Коллинза, Кевина Хьюртера и Тре Джонса
  - Сан-Антонио приобрёл Де’Аарона Фокса и Джордана Маклафлина
26. 1 2  2 февраля 2025: от Даллас Маверикс к Юта Джаз (трёхсторонний обмен при участии Лейкерса)[59]
  - Юта приобрела Джейлена Худ-Шифино, драфт-пик второго раунда 2025 года (Даллас) и драфт-пик второго раунда 2025 года (Лейкерс)
  - Даллас приобрёл Макса Кристи, Энтони Дэвиса, драфт-пик первого раунда 2029 года (Лейкерс) и денежное вознаграждение
  - Лейкерс приобрёл Луку Дончича, Макси Клебера, Маркиффа Морриса и денежное вознаграждение
27. ↑  24 ноября 2020: от Атланта Хокс к Оклахома-Сити Тандер[60]
  - Атланта приобрела Данило Галлинари и денежное вознаграждение
  - Оклахома-Сити приобрела защищенный драфт-пик второго раунда 2025 года (Атланта)
28. ↑  8 июля 2024: от Сакраменто Кингз к Чикаго буллз (трёхсторонний обмен при участии Сан-Антонио)[61]
  - Сакраменто приобрёл Демара Дерозана
  - Чикаго приобрёл Криса Дуарте[англ.], Райкуана Грея[англ.], драфт-пик второго раунда 2025 года (Сан-Антонио), драфт-пик второго раунда 2028 года (Сан-Антонио) и денежное вознаграждение
  - Сан-Антонио приобрёл Харрисона Барнса и право обмена драфт-пиками первого раунда 2031 года
29. ↑  14 января 2024: от Детройт Пистонс к Вашингтон Уизардс[63]
  - Детройт приобрёл Данило Галлинари и Майка Мускалу
  - Вашингтон приобрёл Марвина Багли, Айзею Ливерса[англ.], драфт-пики второго раунда 2025 и 2026 годов

6 февраля 2025: от Вашингтон Уизардс к Милуоки Бакс (четырёхсторонний обмен при укчастии Нью-Йорка и Сан-Антонио)[64]
  - Вашингтон приобрёл Эй Джей Джонсона, Криса Миддлтона, права с драфта на Матиаса Лессора (2017, №50), право обмена драфт-пиков первого раунда 2028 года и денежное вознаграждение
  - Милуоки приобрёл Кайла Кузму, Джерико Симса[англ.], драфт-пик второго раунда 2025 года и защищенный драфт-пик второго раунда 2026 года (Сан-Антонио)
  - Нью-Йорк приобрёл Делона Райта, права с драфта на Уго Бессона[англ.] (2022, №58) и денежное вознаграждение
  - Сан-Антонио приобрёл Патрика Болдуина и денежное вознаграждение
30. ↑  7 июля 2019: от Голден Стэйт Уорриорз к Бруклин Нетс[65]
  - Голден Стэйт приобрёл Д’Анджело Расселла, Шабазза Напьера и Тревеона Грэма[англ.]
  - Бруклин приобрёл Кевина Дюранта и драфт-пик второго раунда 2025 года (Голден Стэйт)

6 августа 2021: от Вашингтон Уизардс к Бруклин Нетс (пятисторонний обмен при участии Индианы, Лейкерс и Сан-Антонио)[66]
  - Вашингтон приобрёл Кентавиуса Колдуэлл-Поупа, Спенсера Динвидди, Монтреза Харрелла, Аарона Холидея[англ.], Кайла Кузму, права с драфта на Айзея Тодд и денежное вознаграждение
  - Бруклин приобрёл драфт-пик второго раунда 2024 года, право обмена драфт-пиками второго раунда 2025 года и права с драфта на Николу Милутинова (2015, №26)
  - Индиана приобрела права с драфта на Айзею Джексона
  - Лейкерс приобрёл Расселла Уэстбрука, драфт-пик второго раунда 2023 года (Чикаго), драфт-пик второго раунда 2024 года и драфт-пик второго раунда 2028 года (Вашингтон)
  - Сан-Антонио приобрёл Чендлера Хатчисона и драфт-пик второго раунда 2022 года

4 сентября 2021: от Бруклин Нетс к Детройт Пистонс[67]
  - Бруклин приобрёл Секу Думбую и Джалила Окафора
  - Детротй приобрёл Деандре Джердона, драфт-пик второго раунда 2022 года (Бруклин), драфт-пик второго раунда 2025 года, драфт-пик второго раунда 2027 года (Бруклин) и денежное вознаграждение
31. ↑  18 ноября 2020: от Милуоки Бакс к Кливленд Кавальерс[68]
  - Милуоки приобрёл права с драфта на Илкана Карамана[англ.] (2012, #57)
  - Кливленд приобрёл снятия защиты с драфт-пика первого раунда 2022 года (Милуоки) и драфт-пик второго раунда 2025 года (Милуоки)
32. ↑  20 ноября 2020: от Мемфис Гриззлис к Бостон Селтикс (трёхсторонний обмен при участии Портленда)[69]
  - Мемфис приобрёл Марио Хезоню и права с драфта на Десмонда Бэйна
  - Бостон приобрёл драфт-пик второго раунда 2023 года и драфт-пик второго раунда 2025 года (Мемфис)
  - Портленд приобрёл Энеса Кантера и денежное вознаграждение

18 июня 2021: от Бостон Селтикс к Оклахома-Сити Тандер[70]
  - Бостон приобрёл Мозеса Брауна[англ.], Эл Хорфорд и драфт-пик второго раунда 2023 года
  - Оклахома-Сити приобрёл Кембу Уокера, драфт-пик первого раунда 2021 года (Бостон) и драфт-пик второго раунда 2025 года

26 июня 2024: от Оклахома-Сити Тандер к Нью-Йорк Никс[71]
  - Оклахома-Сити приобрёл права с драфта на Диллона Джонса
  - Нью-Йорк приобрёл драфт-пик второго раунда 2025 года, драфт-пик второго раунда 2026 года (Голден Стэйт), драфт-пик второго раунда 2027 года (Миннесота), 2 драфт-пика второго раунда 2027 года
33. ↑  24 июня 2022: от Миннесота Тимбервулвз к Хьюстон Рокетс[73]
  - Миннесота приобрела права с драфта на Уэнделла Мура младшего
  - Хьюстон приобрёл права с драфта на Тай Тай Вашингтона и драфт-пики второго раунда 2025 и 2027 годов (Миннесота)

8 июля 2023: от Хьюстон Рокетс к Атланта Хокс (пятисторонний обмен при участии Клипперс, Мемфиса и Оклахома-Сити)[74]
  - Хьюстон приобрёл Диллона Брукса, права с драфта на Альфу Кабу[англ.] (2017, №60), драфт-пик второго раунда 2026 года (Клипперс) и драфт-пик второго раунда 2027 года (Мемфис)
  - Атланта приобрела Усмана Гарубу, Тай Тай Вашингтона, драфт-пик второго раунда 2025 года (Миннесота), драфт-пик второго раунда 2028 года (Хьюстон) и денежное вознаграждение
  - Клипперс приобрёл Кеньона Мартина младшего
  - Мемфис приобрёл Джоша Кристофера  и права с драфта на Ваню Маринковича[англ.] (2019, №60)
  - Оклахома-Сити приобрела Патти Миллса, драфт-пики второго раунда 2024, 2029 и 2030 годов (Хьюстон)

6 февраля 2025: от Атланта Хокс к Лос-Анджелес Клипперс[75]
  - Аталнта приобрела Боунса Хайленда и Теренса Мэнна
  - Клипперс приобрёл Богдана Богдановича, драфт-пик второго раунда 2025 года (Миннесота), защищенный драфт-пик второго раунда 2026 года (Мемфис) и драфт-пик второго раунда 2027 года (Клипперс)
34. ↑  6 июля 2024: от Денвер Наггетс к Миннесота Тимбервулвз (шестисторонний обмен при участии Шарлотт, Далласа, Голден Стэйт и Филадельфии)[76]
  - Денвер приобрёл драфт-пик второго раунда 2025 года (Филадельфия) и денежное вознаграждение
  - Миннесота приобрела драфт-пик второго раунда 2025 года, право обмен драфт-пика второго раунда 2031 года и денежное вознаграждение
  - Шарлотт приобрела Джош Грина, Реджи Джексона, драфт-пики второго раунда 2029 и 2030 годов (Денвер)
  - Даллас приобрёл Клея Томпсона и драфт-пик второго раунда 2025 года
  - Голден Стэйт приобрёл Кайла Андерсона и Бадди Хилда
  - Филадельфия приобрела драфт-пик второго раунда 2031 года (Даллас)

2 октября 2024: от Миннесота Тимбервулвз к Шарлотт Хорнетс (трёхсторонний обмен при участии Нью-Йорка)[77]
  - Миннесота приобрела Джулиуса Рэндла, Донте Дивинченцо, Кейту Бэйтс-Диопа[англ.] и защищенный драфт-пик первого раунда 2025 года (Детройт)
  - Шарлотт приобрела Чарли Браун[англ.], Дакуана Джеффриса, Дуэйна Вашингтона младшего[англ.], драфт-пик второго раунда 2025 года (Миннесота), драфт-пик второго раунда 2026 года (Голден Стэйт), драфт-пик второго раунда 2031 года (Нью-Йорк) и денежное вознаграждение
  - Нью-Йорк приобрёл Карл-Энтони Таунса и права с драфта на Джеймса Ннаджи[англ.]

15 января 2025: от Шарлотт Хорнетс к Финикс Санз[78]
  - Шарлотт приобрела Джоша Окоги, драфт-пик второго раунда 2026 года (Денвер), драфт-пик второго раунда 2031 года (Денвер) и драфт-пик второго раунда 2031 года (Денвер)
  - Финикс приобрёл Ника Ричардса и драфт-пик второго раунда 2025 года
35. ↑  9 февраля 2023: от Лос-Анджелес Клипперс к Лос-Анджелес Лейкерс (четырёхсторонний обмен при участии Денвера и Орландо)[79]
  - Клипперс приобрёл Боунса Хайленда
  - Лейкерс приобрёл Мохамеда Бамбу, Дейвона Рида[англ.] и драфт-пики второго раунда 2024 и 2025 годов (Клипперс)
  - Денвер приобрёл Томаса Брайанта
  - Оралнадо приобрёл Патрика Беверли, драфт-пик второго раунда 2024 года (Денвер) и денежное вознаграждение
36. ↑  1 февраля 2024: от Хьюстон Рокетс to Мемфис Гриззлис[80]
  - Мемфис приобрёл Виктора Оладипо, драфт-пик второго раунда 2024 года (Оклахома), защищенный драфт-пик второго раунда 2024 года и драфт-пик второго раунда 2025 года
  - Хьюстон приобрёл Стивена Адамса
37. ↑  25 марта 2021: от Бостон Селтикс к Орландо Мэджик[82]
  - Орландо приобрёл Джеффа Тиаг, драфт-пик второго раунда 2025 года и драфт-пик второго раунда 2027 года (Бостон)
  - Бостон приобрёл Эван Фурнье
38. ↑  25 июля 2018: от Оклахома-Сити Тандер к Атланта Хокс (трёхсторонний обмен при участии Филадельфии)[83]
  - Атланта приобрела Кармело Энтони, Джастина Андерсона и защищенный драфт-пик первого раунда 2022 года (защищен топ 14 в 2022, ещё драфт-пики вторых раундов в 2024 и 2025 годах)
  - Оклахома-Сити приобрела Денниса Шрёдера и Тимоте Луваву-Кабарро
  - Филадельфия приобрела Майка Мускалу

9 февраля 2023: от Атланта Хокс к Хьюстон Рокетс[84]
  - Хьюстон приобрёл Джастина Холидея, Фрэнка Камински и драфт-пики второго раунда 2024 и 2025 года (Оклахома-Сити)
  - Атланта приобрела Бруну Фернанду и Гаррисона Мэтьюза

### Сделки в день драфта
1. 1 2 3 4 5 6 7  6 июля 2025: от Хьюстон Рокетс к Финикс Санз (семисторонний обмен при участии Атланты, Бруклина, Голден Стэйт, Лейкерс и Миннесоты)[3]
  - Хьюстон приобрёл Клинта Капелу и Кевина Дюранта
  - Финикс приобрёл Диллона Брукса, Джейлена Грина, Дакуон Плоуден[англ.], права с драфта на Коби Бриа[англ.], права с драфта на Рашира Флеминга[англ.], права с драфта на Хамана Малуача[англ.] и драфт-пик второго раунда 2026 года
  - Атланта приобрела Дэвида Родди, право обмена драфт-пиками второго раунда 2031 года и денежное вознаграждение
  - Бруклин приобрёл драфт-пик второго раунда 2026 года и драфт-пик второго раунда 2026 года (Бостон)
  - Голден Стэйт приобрёл права с драфта на Джахмаи Машака[англ.] и права с драфта на Алекса Туи[англ.]
  - Лейкерс приобрёл права с драфта на Аду Тьеро[англ.]
  - Миннесота приобрела права с драфта на Рокко Зикарски[англ.], драфт-пик второго раунда 2026 года, драфт-пик второго раунда 2032 года и денежное вознаграждение
2. 1 2  25 июня 2025: от Портленд Трейл Блейзерс к Мемфис Гриззлис[4]
  - Портленд приобрёл права с драфта на Ян Ханьсэня[англ.], драфт-пик второго раунда 2027 года (Атланта), драфт-пик второго раунда 2028 года (Орландо) и драфт-пик второго раунда 2028 года (Сан-Антонио)
  - Мемфис приобрёл права с драфта на Седрика Кауарда[англ.]
3. 1 2  25 июня 2025: от Атланта Хокс к Нью-Орлеан Пеликанс[6][7]
  - Атланта приобрела права с драфта на Асу Ньюэлла[англ.] и драфт-пик первого раунда 2026 года
  - Нью-Орлеан приобрёл права с драфта на Дерика Куина[англ.]
4. ↑  7 июля 2025: от Атланта Хокс к Бруклин Нетс (трёхсторонний обмен при участии Бостона)[25]
  - Атланта приобрела Кристапса Порзингиса и драфт-пик второго раунда 2026 года
  - Бруклин приобрёл Теренса Мэнна и права с драфта на Дрейка Пауэлла[англ.]
  - Бостон приобрёл Джорджеса Нианга, драфт-пик второго раунда 2031 года и денежное аознаграждение
5. ↑  25 июня 2025: от Оклахома-Сити Тандер к Сакраменто Кингз[28]
  - Оклахома-Сити приобрела защищенный драфт-пик первого раунда 2027 года (Сан-Антонио)
  - Сакраменто приобрела права с драфта на Ника Клиффорда[англ.]
6. ↑  30 июня 2025: от Финикс Санз к Шарлотт Хорнетс[32][33]
  - Финикс приобрёл Марка Уильямса и драфт-пик второго раунда 2029 года (Финикс)
  - Шарлотт приобрела Василие Мицича, права с драфта на Лиама Макнили[англ.] и драфт-пик первого раунда 2029 года
7. 1 2 3  26 июня 2025: от Бостон Селтикс к Орландо Мэджик[38][39]
  - Бостон приобрёл права с драфта на Амари Уильямса[англ.], права с драфта на Максима Шульгу[англ.], драфт-пик второго раунда 2026 года и драфт-пик второго раунда 2027 года
  - Орландо приобрёл права с драфта на Ноа Пенду
8. ↑  6 июля 2025: от Сан-Антонио Спёрс к Индиана Пейсерс[47][48]
  - Сан-Антонио приобрёл драфт-пик второго раунда 2030 года и денежное вознаграждение
  - Индиана приобрела права с драфта на Кэма Джонса[англ.])
9. ↑  6 июля 2025: от Вашингтон Уизардс у Нью-Орлеан Пеликанс (трёхсторонний обмен при участии Хьюстона)[53]
  - Вашингтон приобрёл Си Джей Макколлума, Келли Олиника, Кэма Уитмора и драфт-пик второго раунда 2027 года
  - Нью-Орлеан приобрёл Саддика Бея, Джордана Пула и права с драфта на Майка Пиви[англ.]
  - Хьюстон приобрёл драфт-пик второго раунда 2026 года (Чикаго), драфт-пик второго раунда 2029 года (Сан-Антонио) и права с драфта на Мохаве Кинга[англ.] (2023, №47))
10. 1 2  1 июля 2025: от Чикаг Буллз к Лос-Анджелес Лейкерс[62]
  - Чикаго получил права с драфта на Лаклана Олбрика[англ.] и денежное вознаграждение
  - Лейкерс получил права с драфта на Рокко Зикарски[англ.]
11. 1 2  26 июня 2025: от Нью-Йорк Никс к Лос-Анджелес Клипперс[72]
  - Нью-Йорк приобрёл права с драфта на Мохамеда Диавару[англ.] и права с драфта на Луку Митровича[англ.] (2015, №60)
  - Клипперс приобрёл права с драфта на Коби Сандерса[англ.]
12. 1 2  6 июля 2025: от Мемфис Гриззлис к Голден Стэйт Уорриорс[81]
  - Мемфис приобрёл права с драфта на Юстиниан Джессап[англ.] (2020, №51), права с драфта на Джахмаи Машака[англ.] и драфт-пик второго раудна 2032 года (Голден Стэйт)
  - Голден Стэйт приобрёл права с драфта на Уилла Ричарда[англ.]

## Лотерея драфта
НБА ежегодно проводит лотерею перед драфтом, чтобы определить порядок выбора на драфте командами, которые не попали в плей-офф в предыдущем сезоне. Каждая команда, которая не попала в плей-офф, имеет шанс выиграть один из четырёх первых выборов, однако клубы, показавшие наихудшее соотношение побед к поражениям в прошлом сезоне имеют большие шансы на это. После того, как будут определены первые четыре выбора, остальные команды будут отсортированы согласно их результатам в предыдущем сезоне. В таблице представлены шансы команд, не попавших в плей-офф, получить номера посева от 1 до 14.
Лотерея драфта была проведена 12 мая.
|  | Обозначает текущий результат лотереи |

| Команда                      | Победы-поражения 2024/2025 | Лотерейные шансы | Лотерейные вероятности | Лотерейные вероятности | Лотерейные вероятности | Лотерейные вероятности | Лотерейные вероятности | Лотерейные вероятности | Лотерейные вероятности | Лотерейные вероятности | Лотерейные вероятности | Лотерейные вероятности | Лотерейные вероятности | Лотерейные вероятности | Лотерейные вероятности | Лотерейные вероятности |
| Команда                      | Победы-поражения 2024/2025 | Лотерейные шансы | 1-е                    | 2-е                    | 3-е                    | 4-е                    | 5-е                    | 6-е                    | 7-е                    | 8-е                    | 9-е                    | 10-е                   | 11-е                   | 12-е                   | 13-е                   | 14-е                   |
| ---------------------------- | -------------------------- | ---------------- | ---------------------- | ---------------------- | ---------------------- | ---------------------- | ---------------------- | ---------------------- | ---------------------- | ---------------------- | ---------------------- | ---------------------- | ---------------------- | ---------------------- | ---------------------- | ---------------------- |
| Юта Джаз                     | 17–65                      | 140              | 14.0%                  | 13.4%                  | 12.7%                  | 12.0%                  | 47.9%                  | –                      | –                      | –                      | –                      | –                      | –                      | –                      | –                      | –                      |
| Вашингтон Уизардс            | 18–64                      | 140              | 14.0%                  | 13.4%                  | 12.7%                  | 12.0%                  | 27.8%                  | 20.0%                  | –                      | –                      | –                      | –                      | –                      | –                      | –                      | –                      |
| Шарлотт Хорнетс              | 19–63                      | 140              | 14.0%                  | 13.4%                  | 12.7%                  | 12.0%                  | 14.8%                  | 26.0%                  | 7.0%                   | –                      | –                      | –                      | –                      | –                      | –                      | –                      |
| Нью-Орлеан Пеликанс          | 21–61                      | 125              | 12.5%                  | 12.2%                  | 11.9%                  | 11.5%                  | 7.2%                   | 25.7%                  | 16.8%                  | 2.2%                   | –                      | –                      | –                      | –                      | –                      | –                      |
| Филадельфия Севенти Сиксерс  | 24–58                      | 105              | 10.5%                  | 10.5%                  | 10.6%                  | 10.5%                  | 2.2%                   | 19.6%                  | 26.7%                  | 8.7%                   | 0.6%                   | –                      | –                      | –                      | –                      | –                      |
| Бруклин Нетс                 | 26–56                      | 90               | 9.0%                   | 9.2%                   | 9.4%                   | 9.6%                   | –                      | 8.6%                   | 29.7%                  | 20.6%                  | 3.7%                   | 0.2%                   | –                      | –                      | –                      | –                      |
| Торонто Рэпторс              | 30–52                      | 75               | 7.5%                   | 7.8%                   | 8.1%                   | 8.5%                   | –                      | –                      | 19.7%                  | 34.1%                  | 12.9%                  | 1.3%                   | <0.1%                  | –                      | –                      | –                      |
| Сан-Антонио Спёрс            | 34–48                      | 60               | 6.0%                   | 6.3%                   | 6.7%                   | 7.2%                   | –                      | –                      | –                      | 34.5%                  | 32.0%                  | 6.8%                   | 0.4%                   | <0.1%                  | –                      | –                      |
| Финикс Санз (в Хьюстон)      | 36–46                      | 38               | 3.8%                   | 4.1%                   | 4.5%                   | 4.9%                   | –                      | –                      | –                      | –                      | 50.7%                  | 28.3%                  | 3.5%                   | 0.1%                   | <0.1%                  | –                      |
| Портленд Трейл Блейзерс      | 36–46                      | 37               | 3.7%                   | 4.0%                   | 4.4%                   | 4.8%                   | –                      | –                      | –                      | –                      | –                      | 63.4%                  | 18.5%                  | 1.2%                   | <0.1%                  | <0.1%                  |
| Даллас Маверикс              | 39–43                      | 18               | 1.8%                   | 2.0%                   | 2.2%                   | 2.5%                   | –                      | –                      | –                      | –                      | –                      | –                      | 77.6%                  | 13.5%                  | 0.5%                   | <0.1%                  |
| Чикаго Буллз                 | 39–43                      | 17               | 1.7%                   | 1.9%                   | 2.1%                   | 2.4%                   | –                      | –                      | –                      | –                      | –                      | –                      | –                      | 85.2%                  | 6.6%                   | 0.1%                   |
| Сакраменто Кингз (в Атланту) | 40–42                      | 8                | 0.8%                   | 0.9%                   | 1.0%                   | 1.1%                   | –                      | –                      | –                      | –                      | –                      | –                      | –                      | –                      | 92.9%                  | 3.3%                   |
| Атланта Хокс (в Сан-Антонио) | 40–42                      | 7                | 0.7%                   | 0.8%                   | 0.9%                   | 1.0%                   | –                      | –                      | –                      | –                      | –                      | –                      | –                      | –                      | –                      | 96.6%                  |

1. ↑  Филадельфия сохранила свой драфт-пик первого раунда, так как он был защищен Оклахома-Сити от выбора с 1 по 6 номера.
2. ↑  Атланта получила драфт-пик первого раунда, так как он был защищен Сакраменто от выбора с 1 по 12 номера.